# Dusona peptor
Dusona peptor là một loài tò vò trong họ Ichneumonidae.